# Fota (bướm đêm)
Fota là một chi bướm đêm thuộc họ Noctuidae.

## Các loài
- Fota armata Grote, 1882
- Fota minorata Grote, 1882